# World Trade Center Ciudad de México
El World Trade Center Ciudad de México (conocido anteriormente como Hotel de México) es un rascacielos ubicado en la Colonia Nápoles, en la Ciudad de México, capital de México, que incluye un centro de convenciones, centro cultural, estacionamientos, un mirador tecnológico y su característica más famosa y distintiva es la gran torre con el restaurante giratorio más grande del mundo.
El recinto es administrado por JLL Jones Lang LaSalle, empresas dedicada a la operación internacional de inmuebles.
Actualmente la antena del edificio se utiliza para transmitir Radio Disney México 92.1, Los 40 México 101.7, La Ke Buena y W Radio además de que Disney Channel, transmite la señal para México.
Cuando finalizó su construcción, superó a la Torre Latinoamericana y se convirtió en el edificio más alto de Latinoamérica hasta el año 1979, en el cual fue superado por la Torre Colpatria en Bogotá, y en Ciudad de México por la Torre Ejecutiva Pemex. En la Avenida Insurgentes ha sido el más alto hasta la fecha.
La Torre WTC es un rascacielos de 210 metros de altura y 50 pisos; de hecho, por lo general al hablar del WTC México, la gente se refiere a la pintoresca torre. La Torre WTC es el sexto edificio más alto de la ciudad. Se ubica en la Avenida de los Insurgentes Sur, en la alcaldía Benito Juárez. El complejo aprovecha los servicios de la estación Polyfórum del Metrobús, ubicada a apenas unos metros de distancia; la estación toma su nombre del Polyfórum Cultural Siqueiros, recinto que forma parte del complejo del WTC.

## Historia

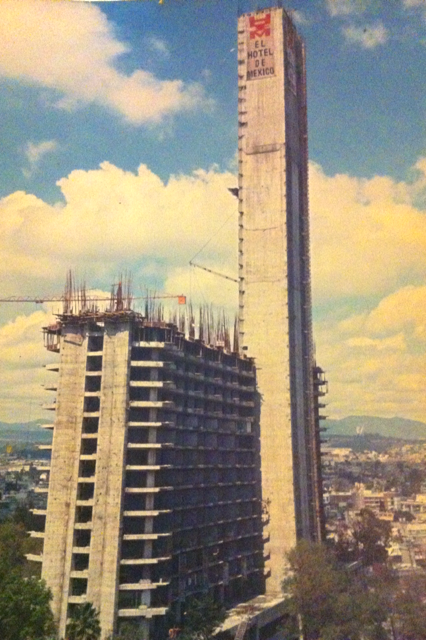
Hotel de México

El WTC México inició su existencia como el Hotel de México, un complejo de edificios que incluía a la distintiva torre, pero que jamás logró realizar su función. Originalmente el Hotel tendría 80 pisos y se convertiría en el hotel más alto del mundo, con cerca de 300 m.
La construcción del Hotel de México tuvo lugar en un terreno ubicado en la Colonia Nápoles de la Ciudad de México, conocido como Parque de la Lama, y designado como parque por el empresario de José Jerónimo de La Lama en 1947. Para el año 1966, cuando se inició la construcción, el dueño y patrocinador financiero del proyecto era Manuel Suárez y Suárez.
Este rascacielos fue equipado con medidas muy estrictas de seguridad, que incluyen 56 amortiguadores sísmicos y 232 pilotes de concreto que penetran a una profundidad de 45 m, superando el relleno pantanoso del antiguo lago. En su construcción participaron más de 900 trabajadores del Sindicato Nacional de Trabajadores de la Construcción, Terraceros Conexos y Similares de México.
El proyecto Hotel de México incluía, desde luego, un hotel, así como un centro cultural compuesto por el Polyforum Cultural Siqueiros y algunas otras instalaciones cuyo objetivo era hacer del complejo un centro focal para negocios, cultura, turismo y arquitectura. Los planos del complejo fueron diseñados por los arquitectos Guillermo Rossell de la Lama, Joaquín Álvarez Ordóñez y Ramón Miquelajauregui, quien los presentó en el decimotercer concurso internacional de arquitectura en Múnich, Alemania.
El proyecto, planeado para estar terminado a tiempo para las Olimpiadas de 1968, tuvo retrasos y excedió su presupuesto. Aunque la torre principal se completó en 1972, nunca funcionó realmente como un hotel, debido a razones políticas y económicas del país. Tanto la torre como el resto del complejo, excepto el Polyforum Cultural Siqueiros, quedaron inconclusos.
En 1980, se realizó un concierto de la banda británica The Police, la cual resultó un evento raro para la banda que acostumbraba eventos masivos con fanáticos punk, pero en aquella ocasión fue realizado ante un público que estuvo sentado en mesas de banquetes.
En la década de los años 1980 también se realizaron los famosos Triconciertos que apoyaban a una buena causa. Además, ostentó en la punta de la torre en su parte circular un gigantesco anuncio de la empresa japonesa de relojes Citizen en color rojo que permanecía iluminado desde el interior del mismo todas las noches, lo que permitía observarse a varios kilómetros perfectamente, hasta que fue retirado tras su restauración habiendo perdido parte de su iluminación después de su deterioro.

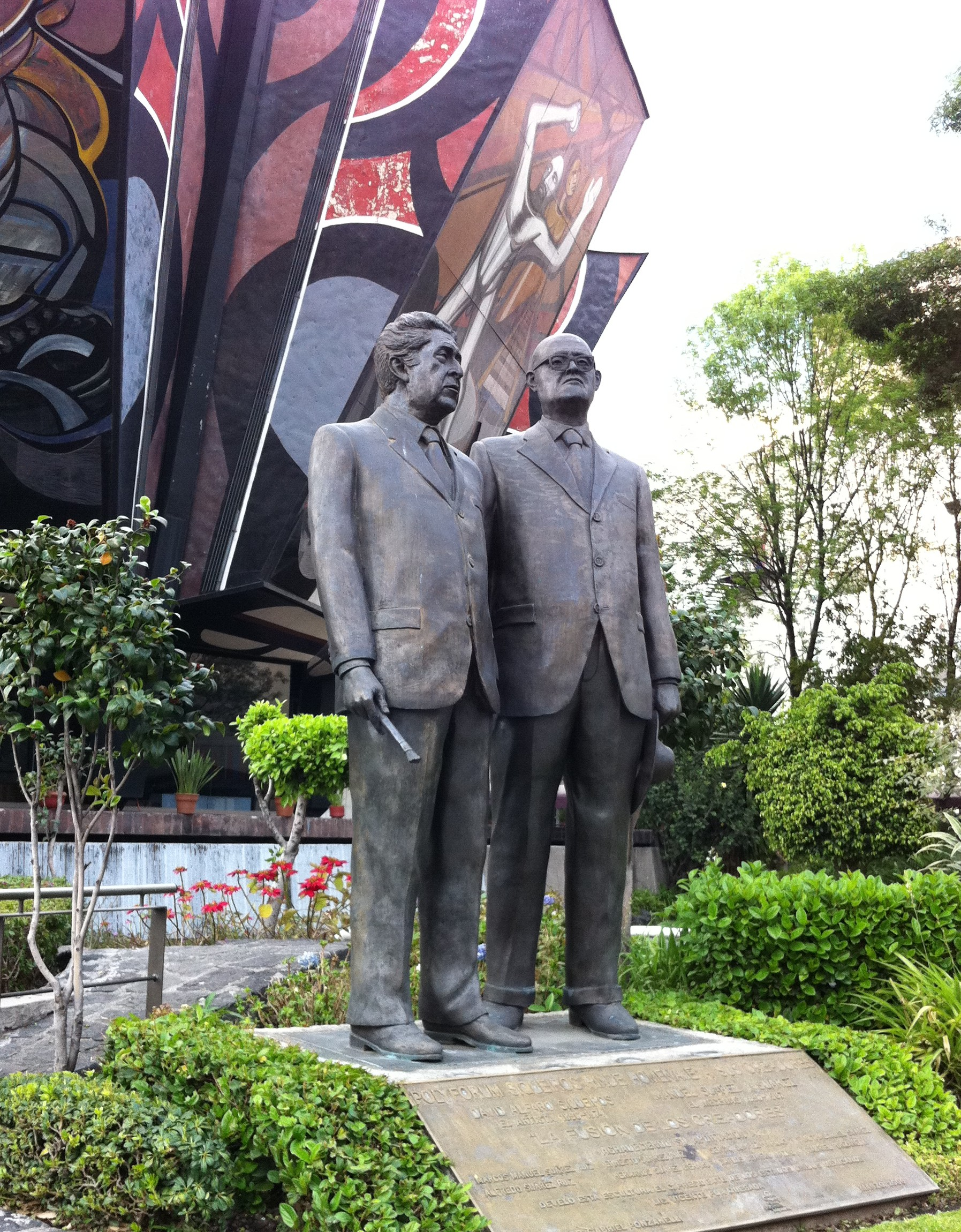
Escultura Don Manuel Suárez y Siqueiros a un costado del WTC

A mediados de la década de 1980, se inició un proyecto para convertir al complejo del Hotel de México en un centro internacional de negocios, Manuel Suárez y Suárez apoyó la idea, aunque falleció en 1988.
El WTC México ha soportado cinco terremotos, el del 1985 (que midió 8.1 en la escala de Richter), el de 1995 (de 7.7 en la escala de Richter), el del 2003 (de 7.6 en la escala de Richter) y el del 13 de abril del 2007 (de 6.3 en la escala de Richter). Mientras que el 27 de abril de 2009 soportó un temblor de 5.9 en la escala de Richter con epicentro en el estado de Guerrero el 22 de mayo de 2009 (de 5.7 en la escala de Richter, con epicentro en Tehuacán en el estado de Puebla), el día 20 de marzo de 2012 (de magnitud 7.8 localizado en las cercanías de Ometepec, Guerrero y Pinotepa Nacional, Oaxaca); el 7 de noviembre de 2012 (de 7.3 en la escala de Richter; localizado en Ciudad Hidalgo, Chiapas); y el día 19 de septiembre de 2017 (de magnitud de 7.1). Esto lo convierte, junto con Torre Insignia, Presidente InterContinental Hotel, Torre Pemex, Torre Mexicana de Aviación y Torre de Tlatelolco además de la Torre Latinoamericana, algunos de los muchos edificios en México en soportar más de 5 terremotos. [cita requerida]

## World Trade Center en la actualidad

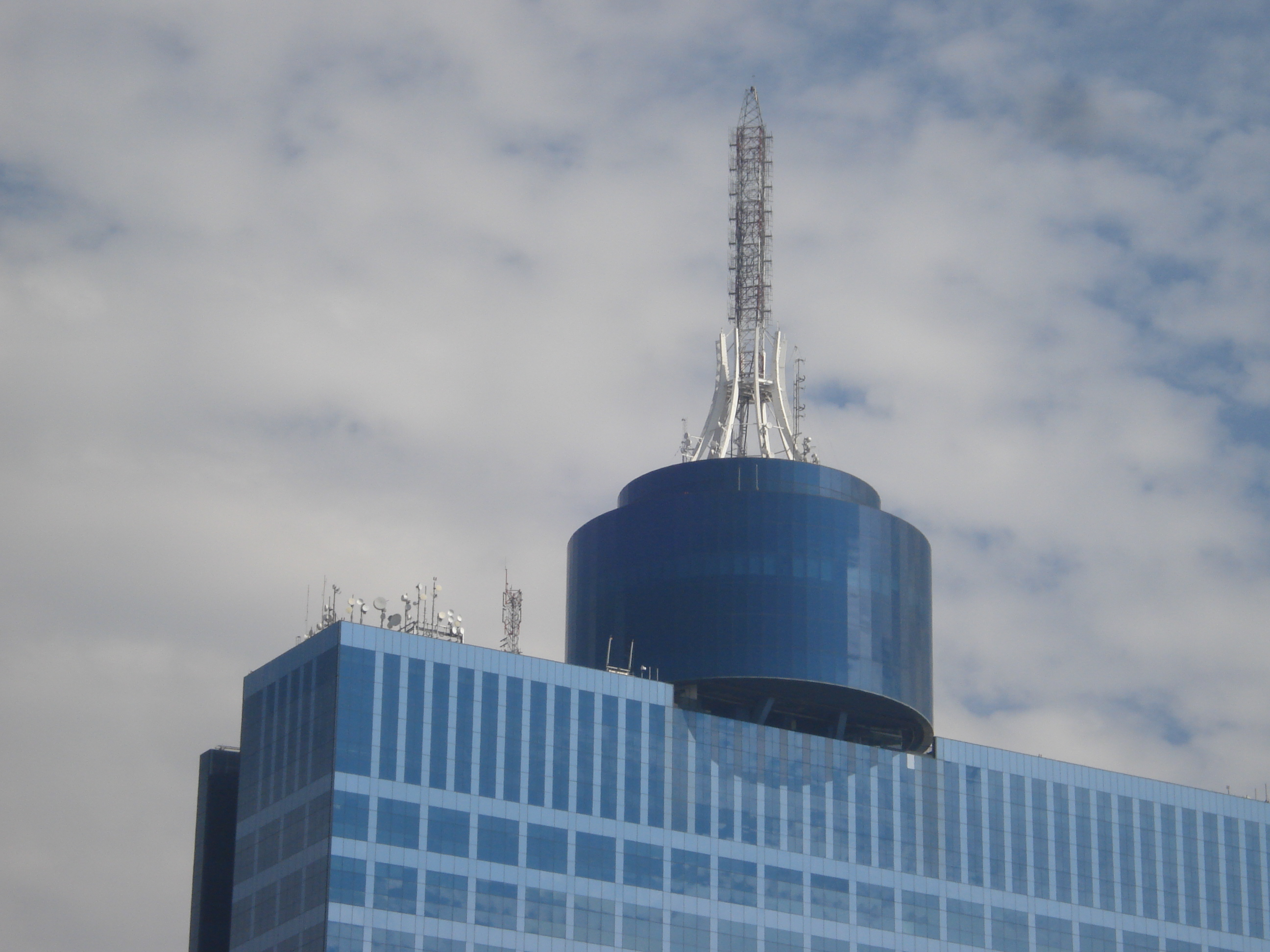
Antena y espiral de la torre, cabe destacar que en el año 2009 la antena de donde transmite la emisora XHFO-FM fue reemplazada por esta que se aprecia lo cual aumentó su altura total a 210 metros.

El proyecto de remodelación se inició en 1992, siendo parcialmente financiado por el gobierno. El proyecto incluía la transformación completa de la Ciudad de México. En 1995, el complejo, ahora conocido como World Trade Center México, abrió sus puertas, con la torre fungiendo como edificio de oficinas y quedando así como uno de los rascacielos más modernos de Latinoamérica, como así también un nuevo centro de convenciones y exposiciones. Actualmente el complejo incluye estacionamientos, un centro comercial, y está en construcción un hotel de 22 pisos.
El rascacielos cuenta con 35 ascensores, que fueron remodelados en 1992 y transformados en elevadores de alta velocidad, estos alcanzan un máximo de avance de 6.6 metros por segundo. Cabe destacar que es el edificio con más elevadores en Latinoamérica, superando a los de Torre Mayor.
En lo alto del complejo, en la parte redonda del edificio principal, existen un restaurante y un mirador tecnológico, cuya característica principal es que la parte más externa de su circunferencia es giratoria y, junto con la maravillosa vista de 360° que se tiene a través de los enormes ventanales, dan al complejo un atractivo plus turístico sobre los rascacielos de la Ciudad de México.
El Centro Internacional de Exposiciones y Convenciones recibe anualmente 2.5 millones de personas en más de 80 exhibiciones. La sala Mexica es la más larga dentro de la torre, con 4,020 m 2. 
Este Complejo WTC es el que cuenta con el mayor número de metros cuadrados en el mundo. Cabe mencionar que dicho título lo tenían las desaparecidas Torres Gemelas del WTC de Nueva York.
Los pisos 40 y 41 fueron ocupados como estudios de TV para la Corporación de Noticias e Información (CNI), hasta el 19 de mayo de 2005 cuando los pisos usados fueron desalojadas luego de que estallara una huelga en la empresa que entonces era responsable de las transmisiones de XHTVM-TV Canal 40 (CNI Canal 40). El responsable de las operaciones de esta frecuencia era el concesionario Javier Moreno Valle. Actualmente, los pisos 40 y 41, sede del desaparecido CNI Canal 40, continúan cerrados y en estado de huelga.
Ya que mencionemos que a mediados de 1997, después de 8 meses de negociciones, este mismo canal ocupó los pisos 40 y 41 del World Trade Center a través de un contrato de arrendamiento por diez años, con opción a compra de por un valos estimado de 12 millones de dólares, CNI desde ese entonces WTC México ( inicialmente transmitía desde los sets de TV Unam y TV Azteca), donde ubicó sus oficinas y estudios de grabación y producción, mismos que se encuentran en cerrados con una bandera rojinegra.
Complejo World Trade Center México
- Torre WTC México
- Centro Comercial WTC
- Centro de Exposiciones
- Pepsi Center WTC
- Polyforum Siqueiros
- Crowne Plaza Hotel de México WTC
- Holiday Inn WTC
- Torre Residencial WTC 1
- Torre Residencial WTC 2

## Edificio inteligente
Los elevadores de Torre WTC cuentan con un detector sísmico que detecta cualquier movimiento de tierra y que por lo tanto de manera automática detiene el elevador en la parada más cercana para que los pasajeros puedan bajar. También cuenta con elevadores automáticos, esto quiere decir que son inteligentes y se encuentran siempre en los pisos de más afluencia de personas.
Es considerado un edificio inteligente, debido a que el sistema de luz es controlado por un sistema llamado B tres, al igual que el de Torre Mayor, Reforma 222 Centro Financiero, Edificio Reforma Avantel, Residencial del Bosque 1, Residencial del Bosque 2, Torre del Caballito, Torre HSBC, Panorama Santa fe, City Santa Fe Torre Amsterdam, Santa Fe Pads, St. Regis Hotel & Residences y Torre Lomas.
La Torre WTC está administrada por un sistema inteligente que controla todas las instalaciones y equipos de forma armónica y eficiente para proteger la vida humana de los inquilinos. A este sistema están integrados los sistemas eléctrico, hidro-sanitario, de elevadores y protección contra incendio y tiene la capacidad de controlar la iluminación del edificio.
Además, el edificio cuenta con un manejador de aire automático en cada nivel para surtir.
El edificio cuenta con los siguientes sistemas:
- Sistema de Generación y distribución de agua helada ahorrador de energía.
- Sistema de Volumen Variable de Aire (Unidades manejadoras de aire y preparaciones de ductos de alta velocidad en cada nivel de oficinas).
- Sistema de Extracción Sanitarios Generales en cada nivel de oficinas.
- Sistema de ventilación Mecánica de aire automático en estacionamientos,
- Sistema de Extracción Mecánica Cuarto de basura.

## Datos clave
- Altura: 210 metros.
- Área total: 239,000 metros cuadrados.
- Espacio de oficinas: 87,100 metros cuadrados.
- Pisos: 50.
- Estructura de concreto armado con:
  - 34 000 metros cúbicos de concreto
  - 28 000 toneladas de acero estructural y de refuerzo
  - 56 amortiguadores sísmicos.
- Rango: 	
  - En México: 11.º lugar
  - En Hispanoamérica: 40.º lugar
  - En el mundo: 552º lugar
  - En Ciudad de México: 6.º lugar
  - En la Avenida Insurgentes: 1° lugar